# 杜雲生
杜云生，男性，第十屆全國人大代表丶中共黨員、中共軍事人物、政治人物，中國人民解放軍少將軍階，曾仼中国人民解放军总后勤部基建营房部部长。